# 韋爾斯伯勒 (喬治亞州)
韋爾斯伯勒（英語：Waresboro）是位於美國喬治亞州韋爾縣的一個非建制地區。該地的面積和人口皆未知。

## 地理
韋爾斯伯勒的座標為31°14′56″N 82°28′28″W / 31.24889°N 82.47444°W，而該地的平均海拔高度為44米（即144英尺）。